# Лангнау Тайгерс
СКЛ Тайгерс (нім. SCL Tigers) — хокейний клуб з міста Лангнау-ім-Емменталь, Швейцарія. Заснований у 1946 році. Виступає у чемпіонаті Національної ліги А. Домашні ігри команда проводить на «Ліфігалле» (6,050).

## Досягнення
- Чемпіон Швейцарії (1): 1976.
- Чемпіон НЛБ (4): 1961, 1987, 1998, 2015

## Історія
«Лангнау Тайгерс» став наступником клубу заснованого в 1946 році, як Schlittschuh-Club Langnau (SCL), з 1999 року, клуб має сучасну назву. Тигр в логотипі та назві клубу від традиційного та давнього спонсора, заснованої в 1850 році компанії «Tiger Käse AG» (з 2004 змінила назву на «Emmi Fondue AG»), яка з 1970 року є спонсором клубу.
СКЛ «Тайгерс» відомий клуб у Швейцарії, як кузня молодих талантів. Два найбільш відомих вихованців: Рето вон Аркс, перший швейцарський бомбардир в Національній хокейній лізі у складі «Чикаго Блекгокс» — з 2001 року він успішно грає в НЛА в складі ХК «Давос»; а також Мартін Гербер, який протягом своєї кар′єри виступав за «Фер'єстад» (Елітсерія), «Анагайм Дакс», «Кароліна Гаррікейнс», «Оттава Сенаторс», «Торонто Мейпл-Ліфс» (всі НХЛ), «Атлант» (Митищі) (КХЛ), «Оклахома Сіті Беронс» (АХЛ), «Векше Лейкерс» та «Регле» БК обидва клуби (Елітсерія), зараз захищає кольори клубу «Клотен Флаєрс» (Національна ліга А).
У сезоні 2010/11 «Лангнау Тайгерс» пробились в плей-оф вперше за останні роки, але поступились в серії СК «Берн» 0:4.
Стадіон червоно-жовтих «Ліфігалле», був реконструйований в 2012 році.
9 грудня 2012 був відправлений у відставку головний тренер Джон Фуст, який роком раніше виводив клуб у плей-оф. Це було пов'язано з поганими результатами команди та розташуванням «Лангнау Тайгерс» на дні турнірної таблиці. Алекс Рейнгард, який був помічником головного тренера в той час, був призначений новим головним тренером. Результати не покращилися, Рейнгард і його помічник Костянтин Курашов подали у відставку. 10 квітня 2013 року, щоб запобігти вильоту червоно-жовтих з НЛА, команду очолили Якоб Келлекер і Альфред Бохрен. 16 квітня 2013 року «тигри» втратили будь-які шанси залишитись в НЛА. Після 15 років виступу у вищому дивізіоні, червоно-жовті вилетіли до НЛВ.
У сезоні 2014/15 клуб повернувся до Національної ліги А здобувши перемогу у перехідній серії над Рапперсвіль-Йона Лейкерс 4:0.

## Фанатський рух
Вже в 1. Лізі відвідуваність клубу в середньому була понад 4000 глядачів. Ця цифра знижувалась під час вильоту «Лангнау Тайгерс» до нижчого дивізіону, потім зросла, особливо в період виступів червоно-жовтих в НЛА.

## Домашня арена
- 1946 - 1959 ковзанка Обернфельд.
- 1959 - 1975 KEB Лангнау.
- З 1976 Ліфігалле Лангнау.

## Закріплені номери
- #12 Тод Елік
- #17 Данієль Ежертер
- #26 Мартін Гербер
- #44 Волтер “Воле” Гербер